# ネッキーと歌おう日本の童謡★百選
『ネッキーと歌おう日本の童謡★百選』（ネッキーとうたおうにほんのどうようひゃくせん）は、YouTubeで放送されている番組である。

## 番組概要
2023年4月23日より放送を開始。放送は毎月第4日曜日。
番組はYouTubeで放送されている。
歌っている歌に関しては、ネッキーがオリジナルにしているのか歌詞を間違えているのかよく間違っていることがある。

## 放送局
| 放送対象地域 | 放送局                         | 放送日時      | 放送期間        |
| ------------ | ------------------------------ | ------------- | --------------- |
| 世界         | ネッキー★チャンネル（YouTube） | 毎月第4日曜日 | 2023年4月23日 - |

## 出演者
ネッキー（根木やすお）
番組の顔とも言える歌のお兄さんである。
番組中では、抜群の歌唱力、キレのあるダンスパフォーマンスを見せつけている。
ゆうたろう（根木ゆうたろう）
ネッキーの飼犬（愛犬）、オスのダックスフンド。
Parser（パーサーまつや）
ネッキーの映うオリジナル曲の作詞作曲や、イベントの司会を担当している。
盛山昇（セイヤマン）
伊豆海洋公園RIZEダイビングサービスの水中ガイド兼インストラクターである。
声だけの出演や、たまに本人が登場する事もある。
第19回では役名CM監修とテロップが付けられていた。
宮野忠之
ネッキーと歌おう日本の童謡★百選、監督・演出を担当している。
第11回はネッキーのロケーション散策★パラダイスにネッキ―が不参加（お休み）の為、ナレーションを担当している。
Mike Wu（マイク　ウー）
第20回から使用されるエンディング「このまち」の撮影進行。
細貝 智治
第19回に登場。「只今彼女募集中」とテロップが入っていた。
縁の下の力持ちと監督から言われておりドライバーで機材の運搬もしている。

## 放送コーナー
愛犬ゆうたろうのコーナー（第1回 - ）
ネッキーの飼犬ゆうたろう（ダックスフンド♂）のコーナー。
- 第1回：ゆうたろうとひなたぼっこ「お散歩風景」
- 第4回：ゆうたろうのルーティーン「食後のボール遊び風景」
- 第5回：ゆうたろうのバスタイム「ゴシゴシポカポカいい～気持ち♨」
- 第7回：ゆうたろうとひなたぼっこ「お散歩風景、Xに来た質問に解答 」
- 第10回：ゆうたろうとひなたぼっこ「会話編2024」
- 第12回：ゆうたろうとひなたぼっこ「散歩篇2024春」
- 第16回：ゆうたろうのアスタイム2024 in 愛犬お宿　伊豆高原

ネッキーのロケーション　水中★パラダイス（第1回 - ）
映像提供：伊豆海洋公園RIZEダイビングサービス
- 第1回：2022年10月3日撮影　静岡県駿河湾「雲見」
- 第2回：ウツボ
- 第9回：セイヤマンおすすめのお魚さんをいっしょにみてみよう！特別編 in 戸田（2023クリスマス特別編）
- 第16回：セダカワハギ編　ファンタスティックカワハギパラダイス～伊豆海洋公園夏の進化系カワハギレボリューション～（伊豆海洋公園）

ネッキーのロケーション　散策★パラダイス（第8回 - ）
- 第8回：御浜岬公園、美浜海水浴場（みはまびーち）
  - 戸田灯台、諸口神社 ※盛山昇登場

- 第11回：東京都青梅市　御岳山  ※ネッキーはお休みで不参加の為、監督・演出の宮野忠之がナレーションを担当
- 第13回：ジャマイカ キングストン経由ネグリル　※ネッキーはお休みで不参加の為、監督・演出の宮野忠之がナレーションを担当
  - ボブ・マーリー博物館、セブンマイルビーチ、リックスカフェ、上島珈琲ブルーマウンテン直掩農園

- 第15回：静岡県　小室山リフト山麓駅
  - （開設1周年記念　ネッキー＆ゆうたろう　ピクニック2024 in 小室山）東名高速道路　海老名SA、小室山リフト

ネッキーのロケーション（第19回）
- PV撮影前のひととき（沼津戸田御浜ビーチ）

根木ゆうたろうのネッキー歌活リポート2024
- 第10回：小学館アカデミー昌平保育園

ネッキーのおすすめ　美味しいものみ～つけた（第12回 - ）
- 第12回：#1 in 静岡県三島市（SBSマイホームセンター三島展示場）

お宝映像
枠が余ったり、放送内容が変更された時に放送される。
未公開お宝映像
- 第7回：2019年サバーソニック＆アジロックin 伊東
- 第11回：2019年サバーソニック＆アジロック in 伊東なぎさ公園

お宝映像アーカイブ
- 第14回：ゆうたろうの顔だし職人芸

NGお宝映像
- 第14回：大島小松川公園2023

傑作選総集編2024
第1弾（第17回）
- Part1 ロケ編
  - 第10回：根木ゆうたろうのネッキー歌活リポート2024 in 小学館アカデミー昌平保育園
  - 第3回：ゆうたおうとひなたぼっこアーカイブ2024 in 仙台堀川公園

- pqrt2 楽曲編
  - 第1回：みどりっていいね in 大島小松川公園
  - 第2回：にじ in 黄金崎クリスタルパーク
  - きみだ～れ 
    - 第3回：in 土肥金山ステージ
    - 第5回：in 鉾田ぱれっとらいふ
    - 第4回：サバフェス松川水上舞台

  - ネッキーのインタビュー　NGおまけ
    - 第4回：KDXスタジオ⇔RIZE

第2弾（第18回）
- Part1 ロケ編
  - 第7回：ゆうたろうとひなたぼっこ

- Part2 楽曲編
  - 第5回：わんぱく☆パラダイス in 鉾田ぱれっとらいふ
  - 第9回：in 戸田さんさんまつり
    - どんな色がすき
    - きみだ～れ
    - となりのトトロ

第3弾（第19回）
- Part1 ロケ編
  - 第10回：ゆうたろうとひなたぼっこ　ネッキー＆ゆうたろう　会話編2024
  - 第8回：戸田御浜御崎公園
  - 第11回：東京都ア青梅市御岳山　カモシカ遭遇

- Paart2 楽曲編
  - 第10回：昌平保育園
    - きみだ～れ

## 曲リスト
| 回数   | タイトル                                          | 公開日       | 曲名                         | 作詞               | 作曲         | 演奏                                                                         | 公開録画場所                                                                           | 備考                                                           |
| 2023年 | 2023年                                            | 2023年       | 2023年                       | 2023年             | 2023年       | 2023年                                                                       | 2023年                                                                                 | 2023年                                                         |
| ------ | ------------------------------------------------- | ------------ | ---------------------------- | ------------------ | ------------ | ---------------------------------------------------------------------------- | -------------------------------------------------------------------------------------- | -------------------------------------------------------------- |
| 第1回  | 帰って来たネッキー！YouTube開設                   | 4月23日      | みどりっていいね             | 井出隆夫           | 越部信義     | TKIPON                                                                       |                                                                                        |                                                                |
| 第1回  | 帰って来たネッキー！YouTube開設                   | 4月23日      | 風がひいてるバイオリン       | 井出隆夫           | 越部信義     | TKIPON                                                                       |                                                                                        |                                                                |
| 第1回  | 帰って来たネッキー！YouTube開設                   | 4月23日      | アイアイアイスクリーム       | 井出隆夫           | 越部信義     | TKIPON                                                                       |                                                                                        |                                                                |
| 第2回  |                                                   | 5月30日      | にじのむこうに               | 坂田修             | 坂田修       |                                                                              | 黄金崎クリスタルパーク （2023年3月25日）                                               |                                                                |
| 第2回  | はじまるよ                                        | 5月30日      | Parser                       | Parser             |              | ネッキーとあそぼう わんぱく☆パラダイスオープニングテーマ                     | 黄金崎クリスタルパーク （2023年3月25日）                                               |                                                                |
| 第2回  | おーい                                            | 5月30日      | 井出隆夫                     | 乾裕樹             |              |                                                                              | 黄金崎クリスタルパーク （2023年3月25日）                                               |                                                                |
| 第2回  | パンダうさぎコアラ                                | 5月30日      | 高田びろお                   | 乾裕樹             |              |                                                                              | 黄金崎クリスタルパーク （2023年3月25日）                                               |                                                                |
| 第2回  | 幸せなら手をたたこう                              | 5月30日      | 木村利人                     |                    |              | アメリカ民謡                                                                 | 黄金崎クリスタルパーク （2023年3月25日）                                               |                                                                |
| 第2回  | にじ                                              | 5月30日      | 新沢としひこ                 | 中川ひろたか       |              |                                                                              | 黄金崎クリスタルパーク （2023年3月25日）                                               |                                                                |
| 第3回  | ネッキー強風ロケ！ 土肥金山編                     | 6月25日      | アイアイアイスクリーム       | 井出隆夫           | 越部信義     | TKIPON                                                                       | 土肥金山 （2023年3月25日）                                                             |                                                                |
| 第3回  | ネッキー強風ロケ！ 土肥金山編                     | 6月25日      | あつまれ！ファンファンファン | 井出隆夫           | 越部信義     | TKIPON                                                                       | 土肥金山 （2023年3月25日）                                                             |                                                                |
| 第3回  | ネッキー強風ロケ！ 土肥金山編                     | 6月25日      | きみだ～れ                   | Parser             | Parser       |                                                                              | 土肥金山 （2023年3月25日）                                                             | 「ネッキーとあそぼう わんぱく☆パラダイス」で歌われていた曲     |
| 第3回  | ネッキー強風ロケ！ 土肥金山編                     | 6月25日      | ゆめのかみひこうき           | Parser             | Parser       |                                                                              | 土肥金山 （2023年3月25日）                                                             | 「ネッキーとあそぼう わんぱく☆パラダイス」で歌われていた曲     |
| 第3回  | ネッキー強風ロケ！ 土肥金山編                     | 6月25日      | わんぱく★パラダイス          | Parser             | Parser       |                                                                              | 土肥金山 （2023年3月25日）                                                             | 「ネッキーとあそぼう わんぱく☆パラダイス」オエンディングテーマ |
| 第4回  | ダックスフレンドゆうたろう企画 （ネッキー傑作選） | 7月24日      | きみだ～れ                   | Parser             | Parser       |                                                                              | サバソニLIVE （2022年5月22日）                                                         | 2022年サバーソニック＆アジロック in 伊東                       |
| 第4回  | ダックスフレンドゆうたろう企画 （ネッキー傑作選） | 7月24日      | わんぱく★パラダイス          | Parser             | Parser       |                                                                              | サバソニLIVE （2022年5月22日）                                                         | 2022年サバーソニック＆アジロック in 伊東                       |
| 第5回  | 茨城県鉾田市＆愛犬                                | 8月13日      | きみだ～れ                   | 根木やすお         | 山口健一郎   | MJ                                                                           | 鉾田市ぱれっとらいふ （2023年5月7日）                                                  |                                                                |
| 第5回  | 茨城県鉾田市＆愛犬                                | 8月13日      | ピクニックマーチ             | 井出隆夫           | 越部信義     | TKIPON                                                                       | 鉾田市ぱれっとらいふ （2023年5月7日）                                                  | 「ネッキーと歌おう日本の童謡★百選」オープニングテーマ          |
| 第5回  | 茨城県鉾田市＆愛犬                                | 8月13日      | アイアイアイスクリーム       | 井出隆夫           | 越部信義     | TKIPON                                                                       | 鉾田市ぱれっとらいふ （2023年5月7日）                                                  |                                                                |
| 第5回  | 茨城県鉾田市＆愛犬                                | 8月13日      | あつまれ！ファンファンファン | 井出隆夫           | 越部信義     | TKIPON                                                                       | 鉾田市ぱれっとらいふ （2023年5月7日）                                                  |                                                                |
| 第5回  | 茨城県鉾田市＆愛犬                                | 8月13日      | ぼよよん行進曲               | 中西圭三・田中有里 | 中西圭三     | TKIPON                                                                       | 鉾田市ぱれっとらいふ （2023年5月7日）                                                  |                                                                |
| 第5回  | 茨城県鉾田市＆愛犬                                | 8月13日      | わんぱく★パラダイス          | Parser             | Parser       | MJ                                                                           | 鉾田市ぱれっとらいふ （2023年5月7日）                                                  |                                                                |
| 第6回  | 平塚湘南ロケ                                      | 9月26日      | にじのむこうに               | 坂田修             | 坂田修       |                                                                              | OSC湘南シティ （2023年6月4日）                                                         |                                                                |
| 第6回  | 平塚湘南ロケ                                      | 9月26日      | おーい                       | 井出隆夫           | 乾裕樹       |                                                                              | OSC湘南シティ （2023年6月4日）                                                         |                                                                |
| 第6回  | 平塚湘南ロケ                                      | 9月26日      | どんな色がすき               | 坂田修             | 坂田修       |                                                                              | OSC湘南シティ （2023年6月4日）                                                         |                                                                |
| 第6回  | 平塚湘南ロケ                                      | 9月26日      | パンダうさぎコアラ           | 高田びろお         | 乾裕樹       |                                                                              | OSC湘南シティ （2023年6月4日）                                                         |                                                                |
| 第6回  | 平塚湘南ロケ                                      | 9月26日      | 幸せなら手をたたこう         | 木村利人           |              |                                                                              | OSC湘南シティ （2023年6月4日）                                                         | アメリカ民謡                                                   |
| 第6回  | 平塚湘南ロケ                                      | 9月26日      | きみだ～れ                   | 根木やすお         | 山口健一郎   | MJ                                                                           | OSC湘南シティ （2023年6月4日）                                                         |                                                                |
| 第6回  | 平塚湘南ロケ                                      | 9月26日      | にじ                         | 新沢としひこ       | 中川ひろたか |                                                                              | OSC湘南シティ （2023年6月4日）                                                         |                                                                |
| 第7回  |                                                   | 10月23日     | ブラスバンドがやってくる     | 井出隆夫           | 越部信義     | TKIPON                                                                       | スタジオ収録                                                                           |                                                                |
| 第7回  | のんびり・のびのび                                | 10月23日     |                              | 井出隆夫           | 越部信義     | TKIPON                                                                       | スタジオ収録                                                                           |                                                                |
| 第7回  | となりのトトロ                                    | 10月23日     | 宮崎駿                       | 久石譲             |              | 【未公開お宝映像】 2019年サバーソニック＆アジロック in 伊東 （2019年6月2日） | 歌詞を間違えている箇所有り                                                             |                                                                |
| 第8回  | 沼津戸田ロケ                                      | 11月26日     | きみにあいたくて             | 桑原永江           | 堀井勝美     |                                                                              | 戸田さんさんまつり前編 （2023年11月5日）                                               |                                                                |
| 第8回  | 沼津戸田ロケ                                      | 11月26日     | 村祭                         | 文部省唄歌         | 文部省唄歌   |                                                                              | 戸田さんさんまつり前編 （2023年11月5日）                                               |                                                                |
| 第8回  | 沼津戸田ロケ                                      | 11月26日     | パンダうさぎコアラ           | 高田びろお         | 乾裕樹       |                                                                              | 戸田さんさんまつり前編 （2023年11月5日）                                               |                                                                |
| 第8回  | 沼津戸田ロケ                                      | 11月26日     | おべんとうばこのうた         | 香山美子           | 小森昭宏     |                                                                              | 戸田さんさんまつり前編 （2023年11月5日）                                               |                                                                |
| 第8回  | 沼津戸田ロケ                                      | 11月26日     | 幸せなら手をたたこう         | 木村利人           |              |                                                                              |                                                                                        | アメリカ民謡                                                   |
| 第9回  | 沼津戸田ロケⅡ                                     | 12月25日     | 赤鼻のトナカイ               | MARKS JOHW D       | MARKS JOHW D |                                                                              |                                                                                        | 翻訳 新田宜夫                                                  |
| 第9回  | 沼津戸田ロケⅡ                                     | 12月25日     | どんな色がすき               | 坂田修             | 坂田修       |                                                                              | 戸田さんさんまつり後編 （2023年11月5日）                                               |                                                                |
| 第9回  | 沼津戸田ロケⅡ                                     | 12月25日     | きみだ～れ                   | 根木やすお         | 山口健一郎   | MJ                                                                           | 戸田さんさんまつり後編 （2023年11月5日）                                               |                                                                |
| 第9回  | 沼津戸田ロケⅡ                                     | 12月25日     | となりのトトロ               | 宮崎駿             | 久石譲       |                                                                              |                                                                                        | 歌詞を間違えている箇所有り                                     |
| 第9回  | 沼津戸田ロケⅡ                                     | 12月25日     | わんぱく★パラダイス          | Parser             | Parser       | MJ                                                                           |                                                                                        |                                                                |
| 第10回 | 保育園ロケ in 小学館アカデミー昌平保育園          | 1月28日      | プレゼント                   | 根木やすお         | 山口健一郎   |                                                                              |                                                                                        | 「ネッキーとあそぼう わんぱく☆パラダイス」で歌われていた曲     |
| 第10回 | 保育園ロケ in 小学館アカデミー昌平保育園          | 1月28日      | きみだ～れ                   | 根木やすお         | 山口健一郎   |                                                                              | 小学館アカデミー昌平保育園                                                             | 作画：扇舞@snb_00                                              |
| 第10回 | 保育園ロケ in 小学館アカデミー昌平保育園          | 1月28日      | わんわんおにゃんにゃんお     | 猫虫P              | 猫虫P        |                                                                              |                                                                                        | 「ネッキーとあそぼう わんぱく☆パラダイス」で歌われていた曲     |
| 2024年 |                                                   |              |                              |                    |              |                                                                              |                                                                                        |                                                                |
| 第11回 | AI生成 カモシカと遭遇                             | 2月26日      | おはなしゆびさん             | 香山美子           | 湯山昭       | TKIPON                                                                       |                                                                                        |                                                                |
| 第11回 | AI生成 カモシカと遭遇                             | 2月26日      | にじのむこうに               | 坂田修             | 坂田修       |                                                                              |                                                                                        | 作画：扇舞@snb_00                                              |
| 第11回 | AI生成 カモシカと遭遇                             | 2月26日      | きみだ～れ                   | 根木やすお         | 山口健一郎   |                                                                              | 【未公開お宝映像】 2019年サバーソニック＆アジロック in 伊東なぎさ公園 （2019年6月2日） | 作画：扇舞@snb_00                                              |
| 第12回 | 愛犬と一緒                                        | ３月25日     | 春よ来い                     | 相馬御風           | 弘田龍太郎   |                                                                              |                                                                                        |                                                                |
| 第12回 | 愛犬と一緒                                        | ３月25日     | はなさかじいさん             | 石原和三郎         | 田村虎蔵     |                                                                              |                                                                                        |                                                                |
| 第12回 | 愛犬と一緒                                        | ３月25日     | 緑っていいね                 | 井出隆夫           | 越部信義     | TKIPON                                                                       |                                                                                        |                                                                |
| 第12回 | 愛犬と一緒                                        | ３月25日     | 風がひいてるバイオリン       | 井出隆夫           | 越部信義     | TKIPON                                                                       |                                                                                        |                                                                |
| 第13回 | 開設1周年だよ！春の散策メドレー2                  | 4月30日      | 春が来た                     | 高野辰之           | 岡野貞一     |                                                                              |                                                                                        | 文部省唱歌                                                     |
| 第13回 | 開設1周年だよ！春の散策メドレー2                  | 4月30日      | どこかで春が                 | 百田宗治           | 草川信       |                                                                              |                                                                                        |                                                                |
| 第13回 | 開設1周年だよ！春の散策メドレー2                  | 4月30日      | 春の小川                     | 高野辰之           | 岡野貞一     |                                                                              |                                                                                        | 文部省唱歌                                                     |
| 第13回 | 開設1周年だよ！春の散策メドレー2                  | 4月30日      | 富士山                       | 厳谷小波           | 不詳         |                                                                              |                                                                                        | 文部省唱歌（ふじの山）                                         |
| 第14回 |                                                   | 5月26日      | にじ                         | 新沢としひこ       | 中川ひろたか | TKPON                                                                        | 【未公開お宝映像】 鉾田市 ぱれっとらいふ2023 （2023年5月7日）                          |                                                                |
| 第14回 | 早春賦                                            | 5月26日      | 吉丸一昌                     | 中田章             |              |                                                                              |                                                                                        |                                                                |
| 第15回 | 開設1周年記念 伊豆小室山の旅                      | 7月29日      | かたつむり                   | 文部省唱歌         | 文部省唱歌   |                                                                              |                                                                                        |                                                                |
| 第15回 | 開設1周年記念 伊豆小室山の旅                      | 7月29日      | 茶摘み                       | 文部省唱歌         | 文部省唱歌   |                                                                              |                                                                                        |                                                                |
| 第16回 | 愛犬家の家族旅行 愛犬お宿伊豆高原                 | 8月25日      | はじまるよ                   | Parser             | Parser       |                                                                              |                                                                                        | 撮影協力：愛犬お宿伊豆高原 音源協力：JOYSOUND                  |
| 第16回 | 愛犬家の家族旅行 愛犬お宿伊豆高原                 | 8月25日      | はとぽっぽ                   | 文部省唱歌         | 文部省唱歌   |                                                                              |                                                                                        |                                                                |
| 第16回 | 愛犬家の家族旅行 愛犬お宿伊豆高原                 | 8月25日      | 海                           | 文部省唱歌         | 文部省唱歌   |                                                                              |                                                                                        |                                                                |
| 第17回 | 総集編第1弾！                                     | 9月29日      | みどりっていいね             | 井出隆夫           | 越部信義     |                                                                              | 大島小松川公園（第1回）                                                                |                                                                |
| 第17回 | 総集編第1弾！                                     | 9月29日      | にじ                         | 新沢としひこ       | 中川ひろたか |                                                                              | 黄金崎クリスタルパーク（第2回）                                                        |                                                                |
| 第17回 | 総集編第1弾！                                     | 9月29日      | きみだ～れ                   | 根木やすお         | 山口健一郎   | MJ                                                                           | 土肥金山ステージ（第3回） 鉾田ぱれっとらいふ（第5回） サバフェス松川水上舞台（第4回）  |                                                                |
| 第18回 | 総集編第2弾！                                     | 10月28日     | わんぱく★パラダイス          | Parser             | Parser       | MJ                                                                           | 鉾田ぱれっとらいふ（第5回）                                                            |                                                                |
| 第18回 | 総集編第2弾！                                     | 10月28日     | きみだ～れ                   | 根木やすお         | 山口健一郎   | MJ                                                                           | 鉾田ぱれっとらいふ（第5回）                                                            |                                                                |
| 第18回 | 総集編第2弾！                                     | 10月28日     | となりのトトロ               | 宮崎駿             | 久石譲       |                                                                              | 鉾田ぱれっとらいふ（第5回）                                                            |                                                                |
| 第19回 | 総集編第3弾！                                     | 11月24日     | きみだ～れ                   | 根木やすお         | 山口健一郎   | MJ                                                                           | 昌平保育園（第10回）                                                                   |                                                                |
| 第19回 | 総集編第3弾！                                     | 11月24日     | 赤鼻のトナカイ               | MARKS JOHW D       | MARKS JOHW D |                                                                              |                                                                                        | 翻訳 新田宜夫                                                  |
| 第20回 |                                                   | 12月31日予定 |                              |                    |              |                                                                              |                                                                                        |                                                                |

### オープニングテーマ
「ピクニックマーチ」
作詞：井出隆夫　作曲：越部信義　演奏：TKIPON

### エンディングテーマ
「このまち」
作詞：Parser　作曲：山根理恵
プロデュース　プレーヤー：橘光一、山根理恵
制作協力：CVAシーブイエー（静岡県伊東市）、ドワンゴエンターテイメントミュージック、企画制作MJ、オフィス山根22
ネッキーとあそぼう　わんぱく☆パラダイス内で歌われていた曲。

## スタッフ
- 企画：根木やすお
- 構成：宮野立薪
- マスタリング：玉置まさゆき（RBC'ｓRecord）
- 音楽ディレクター：Parser（MJtown）
- プロモーション：オフィスDREAMS
- デザイン：YOSHIME
- スチール：RAIKA-M
- 資料画像：🄫パブリックドメインQ、Pixabay、photoAC
- 資料映像：Pexels
- 資料BGM：YouTubeオーディオライブラリー、音楽素材PeriTune「Musicー-box-Gentle」、LittleFish、アーティストQuincas、Moreira、CREEVO
- 演奏：TKIPON、角笛文芸部
- 収録スタジオ：STUDIO kdx
- 制作協力：スケールトーン
- 映像協力：伊豆海洋公園RIZEダイビングサービス、CVA（シーブイエー）
- CM監修、水中ロケ監修：盛山昇（伊豆海洋公園RIZEダイビングサービス）
- 企画制作：MJ
- 映像・調整：PAM
- 撮影・進行：細貝智治、Mike Wu
- 演出・プロデューサー：宮野忠之
- 製作著作：ネッキー★チャンネル

## 関連商品
| 発売日        | タイトル                            | 備考                                                                                             |
| ------------- | ----------------------------------- | ------------------------------------------------------------------------------------------------ |
| 2011年7月23日 | はじまるよ わんぱく☆パラダイス Vo.1 | 「ネッキーとあそぼう わんぱく★パラダイス」にて発売されたCD はじまるよ、わんぱく☆パラダイスも収録 |
| 2012年4月18日 | わんわんおにゃんにゃんお このまち   | 「ネッキーとあそぼう わんぱく★パラダイス」にて発売されたCD はじまるよ、わんぱく☆パラダイスも収録 |